# Alain Lebaube
Alain Lebaube, né le 31 mai 1944 à Charleval (Eure) et mort le 15 mars 2022 à Figeac (Lot),, est un journaliste et écrivain français.

## Biographie
Alain Lebaube obtient son baccalauréat au lycée Pierre-Corneille de Rouen en 1960[réf. nécessaire].
Il est diplômé de l’École supérieure de journalisme de Lille (ESJ, 1966) et a commencé sa carrière dans la presse quotidienne régionale à Paris Normandie à Rouen, puis à Mantes-la-Jolie (1976). Il a lancé Seine-Hebdo en 1977, puis a rejoint la presse syndicale de la CFDT où il est devenu rédacteur en chef adjoint de Syndicalisme hebdo en 1979. Journaliste au Monde depuis 1980 où il crée en 1989 le supplément Monde Initiatives, proche des idées d'André Gorz qu'il connaissait personnellement, il a suivi les mutations du travail à l'époque du post-fordisme en s'interrogeant sur les conséquences sociales et humaines.
Il est le père de l'auteur de bande dessinée Antoine Ozanam.

## Ouvrages
- 1980 : L’URSS, à l’ombre des héros, avec Jean-Pierre Dumont. Photographies de Jacques Windenberger. Economica.
- 1988 : L’Emploi en miettes, Hachette.
- 1993 : Social, par ici la sortie !, Le Monde Éditions Le Monde.
- 1997 : Le travail. Toujours moins ou autrement, Le Monde poche.
- 1999 : La République des artisans, avec Luc Jacob-Duvernet, Balland.
- 2000 : Imagine la France de nos enfants, avec Patrick Roger, Éditions Balland/Jacob-Duvernet.
- 2002 : La République des paysans, avec Jacques Grall, Éditions Jacob-Duvernet.
- 2002 : L’Entreprise de réseau à l’aube du XXIe siècle, avec Yvon Minvielle, Éditions L'Harmattan.